# Маршаль, Оливье
Оливье́ Марша́ль (фр. Olivier Marchal, род. 14 ноября 1958, Таланс, Жиронда, Франция) — французский кинорежиссёр, актёр, сценарист и кинопродюсер.

## Биография
Уроки актёрского мастерства брал, ещё будучи сотрудником полиции. Карьеру в кинематографе начал в конце 1980-х, но службу оставил лишь в 1994 году. Наиболее известен как режиссёр криминального триллера «Набережная Орфевр, 36», за который был номинирован на три премии «Сезар» в 2005 году. В 2018 году сыграл роль комиссара Пьера Ньеманса в сериале Багровые реки.

## Фильмография

### Режиссёр
- 2002 — Гангстеры / Gangsters
- 2004 — Набережная Орфевр, 36 / 36 quai des Orfèvres
- 2008 — Однажды в Марселе (Очень страшный детектив) / MR 73
- 2009 — Налёт / Braquo
- 2011 — Неприкасаемые / Les Lyonnais
- 2014 — На грани добра и зла / Borderline
- 2017 — Углерод / Carbone
- 2020 — Город мошенников / Bronx

### Сценарист
- 1976 — Комиссар Мулен / Commissaire Moulin
- 1995 — Женщина в ловушке / La femme piégée
- 2001 — 2009 — Центральная ночь / Central nuit
- 2002 — Гангстеры / Gangsters
- 2004 — Набережная Орфевр, 36 / 36 quai des Orfèvres (и адаптация)
- 2008 — Однажды в Марселе (Очень страшный детектив) / MR 73
- 2008 — Элитный отряд / Flics
- 2009 — Отдел 13 / Diamant 13
- 2009 — Налёт / Braquo
- 2011 — Неприкасаемые / Les Lyonnais (и адаптация)
- 2014 — Красива, как чужая жена / Belle comme la femme d'un autre
- 2014 — Расплата / Mea culpa (идея)
- 2014 — На грани добра и зла / Borderline (и адаптация)
- 2017 — Углерод / Carbone
- 2020 — Город мошенников / Bronx

### Продюсер
- 2011 — Сын Жо / Le fils à Jo